# Odyneropsis apicalis
Odyneropsis apicalis là một loài Hymenoptera trong họ Apidae. Loài này được Ducke mô tả khoa học năm 1909.